# Georg Alexander von Rieben
Georg Alexander Wolfgang von Rieben (* 9. Februar 1799 in Homburg; † 5. Januar 1877 in Galenbeck) war ein mecklenburgischer Gutsbesitzer, Landrat und Politiker.

## Leben
Georg Alexander war Angehöriger des Adelsgeschlechts von Rieben. Er war ein Sohn des hessen-homburgischen Geheimrats und Erbherrn auf Galenbeck, Gehren sowie Wittenborn August Wilhelm von Rieben (1766–1827) und der Caroline von Creutz (1769–1842). Rieben vermählte sich in 1827 in Lübbersdorf mit Adelheid von Oertzen (1800–1873). Gemeinsam mit seiner Frau stiftete er Silberleuchter für die Kirchen in Gehren und Wittenborn. Die Ehe blieb kinderlos.
Rieben erbte die väterlichen Güter Galenbeck, Gehren und Wittenborn, und stiftete aus diesem Besitz am 15. Oktober 1845 einen Fideikommiss. Am 22. Juni 1846 erwarb er zudem aus der in Konkurs gegangenen Riebenschen Herrschaft Brohm, die Güter Heinrichswalde und Hohenstein. Galenbeck erbten später Hans August Friedrich Ludwig von Rieben (1803–1883), ff. der kaiserl. russ. Generalmajor Vicco von Rieben (1832–1902) sowie dann im Minorat dessen jüngster Sohn Vicco Roman von Rieben (1869–1923). 
Georg Alexander von Rieben selbst war Landrat und gehörte 1848 als Abgeordneter der Mecklenburgischen Abgeordnetenversammlung für den Mecklenburg-Strelitz / Stargardischer Kreis 10 / Sandhagen an.
1849 war er einer der drei Hauptdirektoren, hier als Vertreter des Stargardischen Kreises, des Mecklenburgischen Ritterschaftlichen Kreditvereins, zusammen mit Johann Jacob von Leers-Schönfeld (* 1783; † 1855) und Ernst von Blücher.